# Beslan Mudranov
Beslan Zaudinovitj Mudranov (ryska: Беслан Заудинович Мудранов), född den 7 juli 1986, är en rysk judoutövare.
Han tog OS-guld i de olympiska judo-turneringarna vid olympiska sommarspelen 2016 i Rio de Janeiro i herrarnas extra lättvikt..